# Ашшур-надін-апал
Ашшур-надін-апал — цар Ассирії, який правив наприкінці XIII століття до н. е.

## Правління
Очолив змову проти свого батька, Тукульті-Нінурти I, та після його повалення захопив престол. Від того часу настало помітне послаблення Ассирії.